# Erepsia
Erepsia är ett släkte av isörtsväxter. Erepsia ingår i familjen isörtsväxter.

## Bildgalleri

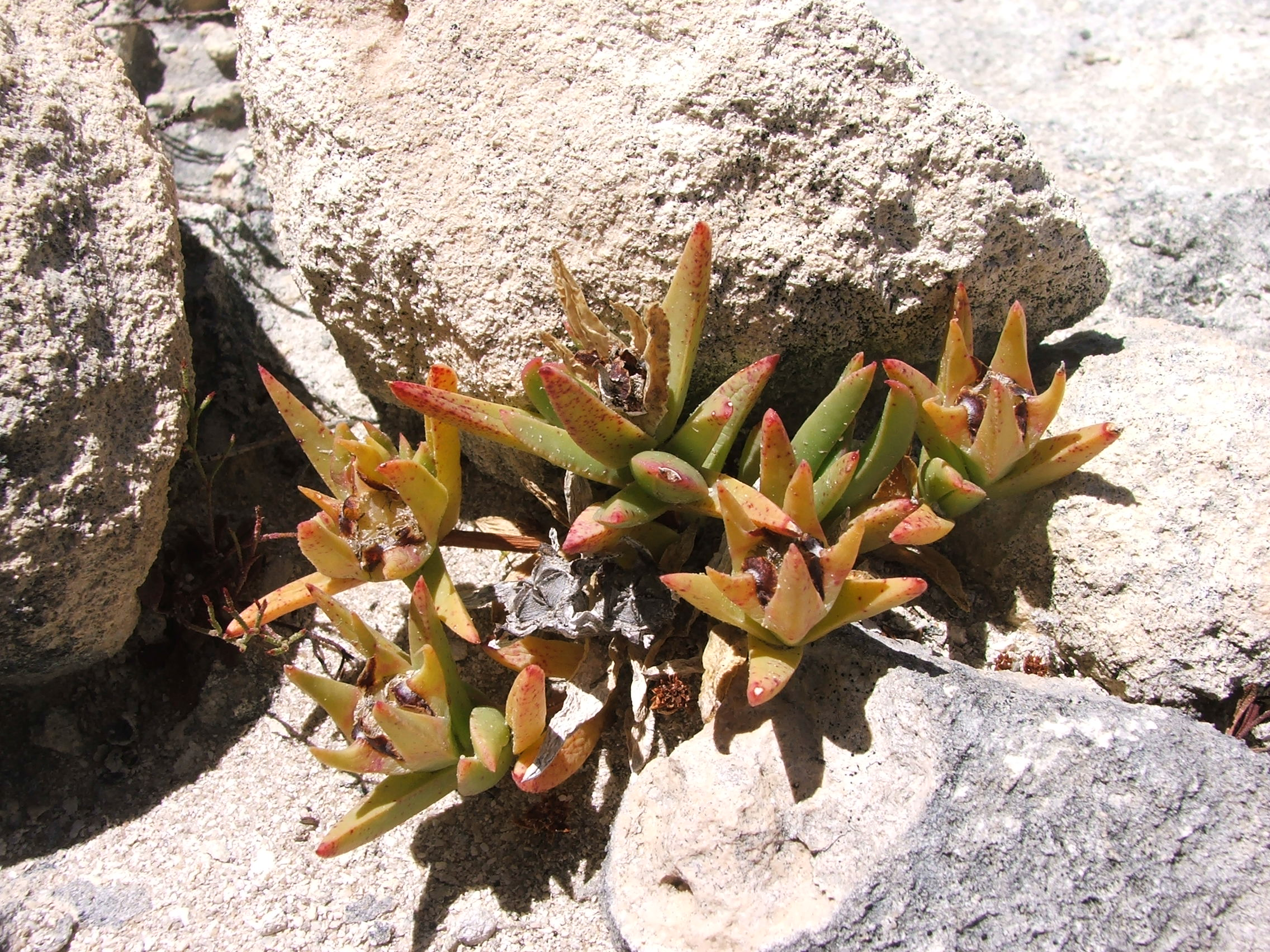
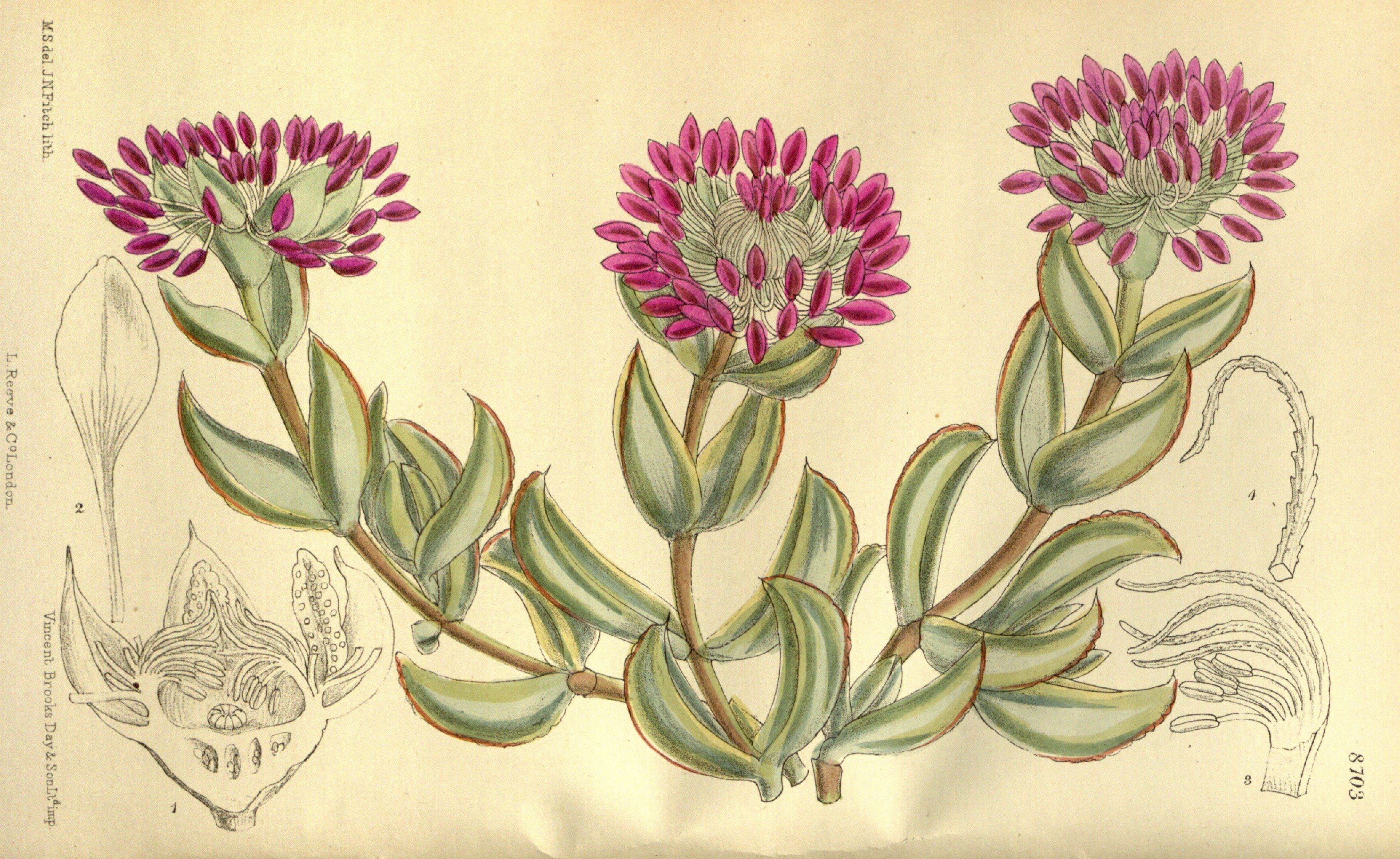

## Dottertaxa tillErepsia, i alfabetisk ordning[1]
- Erepsia anceps
- Erepsia aperta
- Erepsia aristata
- Erepsia aspera
- Erepsia babiloniae
- Erepsia bracteata
- Erepsia brevipetala
- Erepsia distans
- Erepsia dubia
- Erepsia dunensis
- Erepsia esterhuyseniae
- Erepsia forficata
- Erepsia gracilis
- Erepsia hallii
- Erepsia heteropetala
- Erepsia inclaudens
- Erepsia insignis
- Erepsia lacera
- Erepsia oxysepala
- Erepsia patula
- Erepsia pentagona
- Erepsia pillansii
- Erepsia polita
- Erepsia polypetala
- Erepsia promontorii
- Erepsia ramosa
- Erepsia saturata
- Erepsia simulans
- Erepsia steytlerae
- Erepsia urbaniana
- Erepsia villiersii